# Alicia González Laá
Alicia González Laá (Madrid, 5 de setembre de 1974) és una actriu de cinema, teatre i sèries de televisió catalana nascuda a Madrid.
Des de 2017 pren part a la telenovel·la diària de Televisió de Catalunya, Com si fos ahir, en el paper d'Eva. També és germana de la directora i guionista de teatre Sílvia González Laá; totes dues han estudiat a l'Escola Costa i Llobera de Sarrià, Barcelona.

## Filmografia principal
| Any       | Títol                       | Personatge                 | Direcció                         | Notes                            |
| --------- | --------------------------- | -------------------------- | -------------------------------- | -------------------------------- |
| 1995      | Laia, el regal d'aniversari | Noia 2                     | Jordi Frades                     | telefilm                         |
| 1996      | Nissaga de poder            | Inés                       |                                  | sèrie de TV (TV3)                |
| 1997      | El domini dels sentits      | Amiga 1                    | Isabel Gardela                   | pel·lícula (segment "L'olfacte") |
| 2001      | Temps de silenci            | Marisol                    |                                  | sèrie de TV (TV3)                |
| 2001      | Cabell d'àngel              | Teresa                     | Enric Folch                      | telefilm                         |
| 2002      | Freetown                    | realitzadora               | Javier Arazola                   | telefilm                         |
| 2002      | Viva S Club                 | Maria                      | Jonathan Freedman                | sèrie de TV (BBC)                |
| 2003-2011 | Hospital Central            | Clara Masera/Julia Montero |                                  | sèrie de TV (Telecinco)          |
| 2003      | L'escala de diamants        | Lídia                      | Jordi Marcos                     | telefilm                         |
| 2003      | El tránsfuga                |                            | Jesús Font                       | telefilm                         |
| 2004      | De moda                     | Eva                        | Lluís Maria Güell                | sèrie de TV (TV3)                |
| 2005      | Vorvik                      | forense                    | José Antonio Vitoria             | pel·lícula                       |
| 2005-2010 | Ventdelplà                  | Iolanda                    |                                  | sèrie de TV (TV3)                |
| 2007      | Hidden Camera               |                            | Bryan Goeres                     | pel·lícula                       |
| 2008-2009 | 13 anys i un dia            | Sílvia                     | Jesús Font                       | sèrie de TV (TV3)                |
| 2009-2011 | Los misterios de Laura      | Sandra                     |                                  | sèrie de TV (La 1)               |
| 2011-2012 | Los protegidos              | Ana Aroca Rueda            |                                  | sèrie de TV (Antena 3)           |
| 2012      | Imperium                    | Mesina                     | Carlos Sedes i Jorge Torregrossa | sèrie de TV                      |
| 2012      | Olor de colònia             | Gertrudis                  | Lluís Maria Güell                | mini-sèrie (TV3)                 |
| 2017      | Com si fos ahir             | Eva                        |                                  | sèrie de TV (TV3)                |

## Teatre
| - 1998: La casa en obres, de Pep Tosar - 2002: Separacions, d'Ever Blanchet, al Versus Teatre - 2002: Estimada Helena Sergueievna, de Ludmila Razumovskaya, al Versus Teatre - 2004: Las furias de Bernarda, a partir de La casa de Bernarda Alba, de Federico García Lorca. Premi millor espectacle a la Mostra de Teatre de Barcelona. Al Festival de Directoras de Escena de Torrejón de Ardoz i a la Sala Artenbrut de Barcelona. - 2004: Bodas de sangre, de Federico García Lorca, al Teatre-Estudi IT - 2005: Las señoritas de Siam, d'Ever Blanchet, al Versus Teatre - 2005: Juhrí-muhrí-no és fàcil de dir, a partir de La gavina, d'Anton Txékhov. Al Teatre Nacional d'Estrasburg, al Festival Nouvelles createurs europeens 2006, i a l'Antic Teatre de Barcelona. - 2006: Valentina, de Carles Soldevila, al TNC - 2006: Entre meses variados, de Marc Rosich, al Teatre Lliure - 2006: Salento, d'Albert Tola, al Teatre Tantarantana. Premi millor actriu a la Mostra de Teatre de Barcelona. - 2007: Party Line, de Marc Rosich, a la Sala Beckett - 2007: Tres versions de la vida, de Yasmina Reza, al Teatre Lliure - 2008: Una mujer en transparencia, d'Eva Hibernia, al TNC | - 2008: N&N: Una pareja joven busca piso, de Marc Rosich, a la Sala Beckett - 2009: La América de Edward Hopper, d'Eva Hibernia - 2009: Hasta que la muerte nos separe, de Remi DeVos - 2010: Boeing-Boeing, de Marc Camoletti - 2011: El último secreto de James Dean, d'Albert Tola - 2011: El petit Eiolf, d'Henrik Ibsen - 2011: Un fantasma a casa, de Noël Coward - 2012: Zoom, de Carles Batlle - 2012: El viejo vecindario, de David Mamet - 2013-2014: La rosa tatuada, de Tennessee Williams, al TNC - 2014: A la vora de l'aigua, d'Ève Bonfati i Yves Hunstad, al Teatre Akadèmia - 2015: Tuppersex, d'Edu Pericas - 2016: L'amant, de Harold Pinter, al Teatre Akadèmia - 2017: Yes, potser, de Marguerite Duras, al Teatre Akadèmia - 2018: Temps salvatge, de Josep Maria Miró, al TNC |

Per juny de 2020 està prevista l'estrena de l'obra Los monólogos de la vagina al Club Capitol de Barcelona, escrita per Eve Ensler i adaptada i dirigida per Edu Pericas. Alicia interpretarà un dels tres papers, al costat de les actrius Meritxell Huertas i Aina Quiñones.